# Steve Young (musicista)
Steve Young (Newnan, 12 luglio 1942 – Nashville, 17 marzo 2016) è stato un cantautore e chitarrista statunitense. Fu uno dei precursori di quella che egli stesso definì "Southern music" (musica del sud), una miscela di country, folk, rock, blues, gospel e musica celtica.

## Biografia
Nato in Georgia, Young trascorse la sua giovinezza per tutto il sud degli Stati Uniti e da adolescente iniziò a suonare la chitarra e a scrivere alcune canzoni. Nei primi anni sessanta, si trasferì a New York e si inserì nella fiorente scena folk di Greenwich Village. Dopo del tempo trascorso in Alabama, nel 1964 iniziò a risiedere stabilmente in California.
Sulla costa occidentale, Young trovò lavoro come postino ed iniziò a stringere amicizia con artisti quali Stephen Stills e Van Dyke Parks.
Nel frattempo formò il gruppo psychedelic folk Stone Country, con il quale, nel 1968 pubblicò un album, dal titolo omonimo. Un anno più tardi, Young pubblicò il suo album di debutto da solista, Rock Salt & Nails. Alcuni brani dell'album videro la partecipazione di musicisti come Gram Parsons, Chris Hillman e Gene Clark.
Nel 1971 firmò un contratto con la Reprise Records e con la title track Seven Bridges Road (già presente nel primo album) pubblicò quello che probabilmente è il suo album più noto, dal titolo omonimo. Il brano divenne tanto popolare da venire reinterpretato svariate volte, tra gli altri da Eagles, Joan Baez, Rita Coolidge e Iain Matthews. Ottenne un altro grande successo quando Waylon Jennings, nel 1973, riarrangiò Lonesome, On'ry and Mean, trasformandolo in un inno del movimento outlaw country. Più tardi, Hank Williams Jr. riscosse un discreto successo reinterpretando il brano Montgomery in the Rain.
Intanto, Young pubblicò Honky Tonk Man nel 1975, il quale gli valse un contratto con la RCA Records, con la quale pubblicò Renegade Picker nel 1976 e No Place to Fall nel 1978.
Nonostante il suo successo come cantautore, Young non riuscì mai ad ottenere delle discrete posizioni in classifica. Trascorse la maggior parte degli anni ottanta girando per il mondo, e pubblicato dischi occasionali come To Satisfy You, Look Homeward Angel e Long Time Rider, gli ultimi due dei quali vennero registrati nei Paesi Bassi. Questa tendenza proseguì anche negli anni seguenti: nel 1991, infatti, pubblicò il suo primo album live, Solo/Live, e nel 1993 Switchblades of Love. Uscì dalla scena musicale per il resto degli anni novanta, per poi tornare nel 2000 con Primal Young.
È morto il 17 marzo 2016 all'età di 73 anni.

## Discografia

### Album studio
- 1969 - Rock Salt & Nails (A&M Records)
- 1972 - Seven Bridges Road (Reprise Records)
- 1975 - Honky-Tonk Man (Mountain Railroad Records)
- 1976 - Renegade Picker (RCA Records)
- 1978 - No Place to Fall (RCA Records)
- 1981 - To Satisfy You (Mill Records)
- 1986 - Look Homeward Angel (Mill Records)
- 1990 - Long Time Rider
- 1993 - Switchblades of Love (Watermelon Records)
- 2000 - Primal Young (Appleseed Recordings)
- 2006 - Songlines Revisited - Volume One (Starry Pyramid Records)

### Live
- 1991 - Solo/Live

### Raccolte
- 1997 - Lonesome On'ry & Mean
- 2005 - Renegade Picker/No Place to Fall
- 2010 - Solo Live/Switchblade of Love

### EP
- 2007 - Australian Tour EP 2007

### Singoli
- 1982 - The Contender
- 2004 - Barri Tikki Tomba